# Albert Spiegel
Albert Spiegel (* 14. Juli 1940 in Teheran, Iran) ist ein deutscher Diplomat im Ruhestand. Er war von 2002 bis 2005 Botschafter in Athen, Griechenland.

## Leben

### Ausbildung und Persönliches
Albert Spiegel besuchte die Grundschule in Australien und das Gymnasium in Deutschland in den Internaten Salem und Schondorf und legte das Abitur 1959 ab. Zunächst studierte er Chemie, dann Rechtswissenschaft in München, Mainz und Freiburg im Breisgau. Ebenfalls in Freiberg absolvierte er 1965 das Referendarexamen und wurde 1969 Assessor und mit der Arbeit über „Die Möglichkeiten eines effektiven Schutzes der normativen Legitimität in der Demokratie – Eine kritische Auseinandersetzung mit dem Grundgedanken des Art. 18 und 21 Abs. 2 GG.“ zum Dr. promoviert.
Er heiratete und bekam sechs Kinder. Im Ruhestand zog er nach Bonn.

### Laufbahn und Wirken
Spiegel trat 1970 in den Auswärtigen Dienst ein. Es folgten Stationen von 1972 bis 1974 als Kultur- und Konsularreferent an der Botschaft in Lagos, Nigeria, von 1974 bis 1977 als Referent im NATO-Referat der Politischen Abteilung, von 1977 bis 1980 als Kulturreferent in Israel und von 1980 bis 1984 als Referent in der Kulturabteilung in der Zentrale. Anschließend avancierte er übernahm von 1984 bis 1987 die Ausbildungsleitung für den Höheren Auswärtigen Dienst, war dann von 1987 bis 1990 Ständiger Vertreter an der Botschaft Stockholm, Schweden und für Politik und Presse zuständig. Sodann arbeitete er von 1991 bis 1993 als Kulturreferent an der Botschaft in Paris, Frankreich und von 1994 bis 1998 als Leiter des Referates für Wissenschaft und Hochschulen in der Zentrale. Dort war er von 1998 bis 1999 stellvertretender Leiter der Kulturabteilung, deren Leitung er von Oktober 1999 bis September 2002 im Amt eines Ministerialdirektors übernahm.
Im September 2002 wurde er Botschafter in Athen, Griechenland. Er trat 2005 in den Ruhestand ein.
Er war Gründungsvorstand der im Jahr 2007 gegründeten Stiftung Deutsch-Israelisches Zukunftsforum.